# Pterocactus tuberosus
Pterocactus tuberosus là một loài thực vật có hoa trong họ Cactaceae. Loài này được (Pfeiff.) Britton & Rose miêu tả khoa học đầu tiên năm 1919.

## Hình ảnh

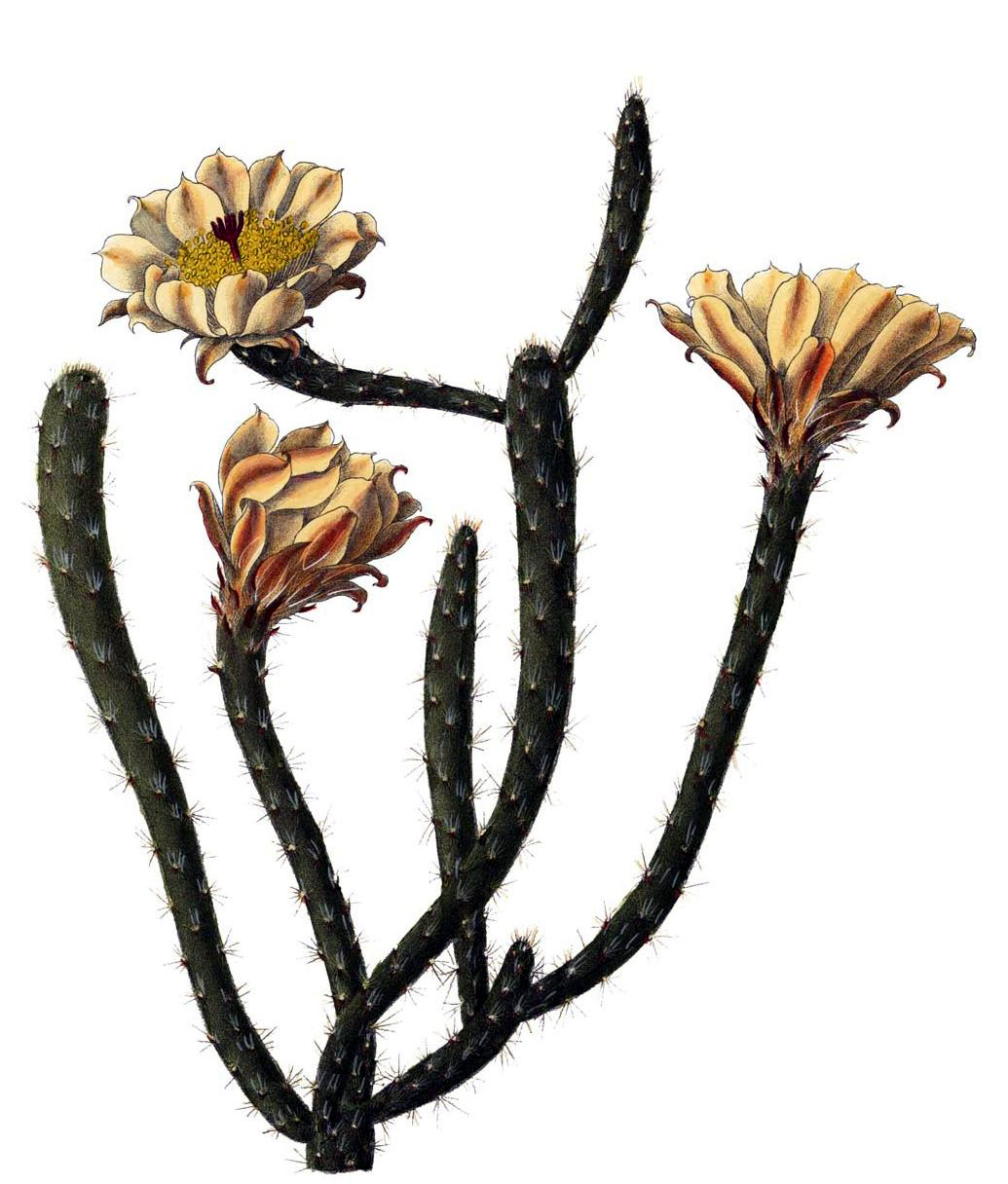